# Bronchales
Bronchales é um município da Espanha na província de Teruel, comunidade autónoma de Aragão. Tem 59,46 km² de área e em 2021 tinha 424 habitantes (densidade: 7,1 hab./km²).
Os pinhais de Bronchales (a 1 575 metros de altitude) encontram-se entre os mais densos e melhor conservados da Península Ibérica. Converteram a localidade num reconhecido destino turístico de alta montanha. Também é um paraíso micológico na temporada dos cogumelos.

## Demografia
| Variação demográfica do município entre 1991 e 2004 | Variação demográfica do município entre 1991 e 2004 | Variação demográfica do município entre 1991 e 2004 | Variação demográfica do município entre 1991 e 2004 |
| --------------------------------------------------- | --------------------------------------------------- | --------------------------------------------------- | --------------------------------------------------- |
| 1991                                                | 1996                                                | 2001                                                | 2004                                                |
| 475                                                 | 447                                                 | 472                                                 | 463                                                 |